# Forcipomyia guamensis
Forcipomyia guamensis är en tvåvingeart som beskrevs av Tokunaga och Murachi 1959. Forcipomyia guamensis ingår i släktet Forcipomyia och familjen svidknott.
Artens utbredningsområde är Guam. Inga underarter finns listade i Catalogue of Life.